# Kartal Stadı
Das Kartal Stadı (deutsch Adler-Stadion, oder auch Kartal Stadyumu) war ein Fußballstadion in Kartal, einem asiatischen Stadtteil der türkischen Metropole Istanbul. Es wurde 2018 abgerissen. Heute befindet sich dort ein Parkplatz. Es war die Spielstätte des Fußballvereins Kartalspor. Der Club trägt seine Heimspiele heute im Bulvar Mimar Kubilay Köse Stadı mit 2000 Plätzen aus.

## Geschichte
Das reine Fußballstadion bot 7109 Sitzplätzen. Neben der Männermannschaft in der 2. Liga war die Anlage auch Heimspielstätte der Frauenfußballmannschaft, die in der ersten türkischen Liga spielte.
Die Tribünen waren unmittelbar am Spielfeldrand gebaut, somit entstand eine bedrückende Atmosphäre für den Gegner. Kartalspor war in seiner Zeit in der TFF 1. Lig eine der heimstärksten Mannschaften. Kritik gab es indes von Fernsehsendern, da es Probleme bei Live-Übertragungen gab. Die Kameras konnten nicht das gesamte Spielfeld, aufgrund der dichten Tribünen, einfangen.